# Gustav Adolf Erich Bogeng
Gustav Adolf Erich Bogeng (* 30. Dezember 1881 in Tilsit; † 16. April 1960 in Bad Harzburg) war ein deutscher Jurist und Büchersammler.

## Leben
Als Sohn eines Kaufmanns besuchte Bogeng das Gymnasium in Tilsit. Er beherrschte zahlreiche Sprachen. In Berlin studierte er 1902 bis 1906 Jura und wurde 1907 in Heidelberg zum Dr. jur. promoviert. G.A.E. Bogeng schrieb zahlreiche Abhandlungen zum Thema der Bibliophilie, besonders erforschte er die Geschichte der Bucheinbände. Bogeng war an der Internationale Ausstellung für Buchgewerbe und Graphik (Bugra) 1914 in Leipzig beteiligt.

## Schriften (Auswahl)
- Umriss einer Fachkunde für Büchersammler. 1909–1911 (Nachdruck Olms, Hildesheim 1978).
- Streifzüge eines Bücherfreundes. Gesellschaft der Bibliophilen, Weimar 1915.
- Bemerkungen über Bibliophilie und Kriegsliteratur. In: Mitteilungen. Verband deutscher Kriegssammlungen (1920), Heft 4, S. 121–123 (Digitalisat).
- Die großen Bibliophilen. Geschichte der Büchersammler und ihrer Sammlungen. 3 Bände, E. A. Seemann, Leipzig 1922  (Digitalisat: Bd. 1, Bd. 2, Bd. 3); (Register, 2011 neu bearbeitet von Johannes Saltzwedel).
- Über den Begriff einer Bibliotechnik. In: Aloys Ruppel (Hrsg.): Gutenberg Festschrift zur Feier des 25jährigen Bestehens des Gutenbergmuseums in Mainz. Gutenberggesellschaft, Mainz 1925, S. 227–236.
- Einführung in die Bibliophilie. Hiersemann, Leipzig 1931 (Nachdruck Olms, Hildesheim 2. Aufl. 1984).
- Geschichte der Buchdruckerkunst. Band 1: Der Frühdruck. Band 2 (bearbeitet von Hermann Barge): Entwicklung der Buchdruckerkunst vom Jahre 1500 bis zur Gegenwart. Band 3: Tafelband. Demeter, Hellerau/Berlin 1930–1941; Reprint Olms, Hildesheim 1973 (= Buchkundliche Arbeiten. Band 6), ISBN 3-487-04420-X.
- Der Bucheinband. Ein Handbuch für Buchbinder und Bücherfreunde (= Buchkundliche Arbeiten.  Band 5). 2. unveränderter Nachdruck der 3. Auflage Halle 1951. Olms, Hildesheim u. a. 1991, ISBN 3-487-02552-3.

Ein Splitternachlass ist im Deutschen Buch- und Schriftmuseum in Leipzig im Archivbestand der Maximilian-Gesellschaft zugänglich.